# Peder Reedtz
Peder Reedtz (Schulzendorf, 1531. – Kongsdal, Holbæk község, 1607. szeptember 21.) német származású dán főnemes, királyi istállómester.
A korabeli brandenburgi őrgrófságban született pomerániai nemesi családban. Korán árvaságra jutott és katonának állt. Németországban, Franciaországban, a Baltikumban is katonáskodott. Az északi hétéves háború elején Dániába ment és Daniel Rantzau dán hadvezér seregében harcolt. Az 1570-es békekötés után elhagyta az országot, de hamarosan, 1572-ben visszatért oda Zsófia mecklenburgi hercegnő kíséretében, aki II. Frigyes dán király felesége lett. Reedtz 1573-ban Dániában főnemesi címet kapott, királyi istállómester lett.
Reedtz a király kedvencei közé, az udvar szűk körű, német származású nemesi csoportjához tartozott. Jelentős birtokadományokban részesült, többek között 1582-ben kötött házassága alkalmával, amikor feleségül vette Karen Rostrupot. A király halála és fia, IV. Keresztély trónra lépése után kiváltságos helyzete megszűnt, a királyi udvar német csoportjának befolyása csökkent.
Leszármazottai között számos neves dán személyiség volt, a család (Reedtz-Thott) ma is él Dániában.
Egyik korabeli házában, Skælskør városában a helyi múzeum ma is őrzi emlékét.

## Fordítás
- Ez a szócikk részben vagy egészben a Peder Reedtz című dán Wikipédia-szócikk ezen változatának fordításán alapul.  Az eredeti cikk szerkesztőit annak laptörténete sorolja fel. Ez a jelzés csupán a megfogalmazás eredetét és a szerzői jogokat jelzi, nem szolgál a cikkben szereplő információk forrásmegjelöléseként.